# 柏崎殻
柏崎 殻（かしわざき しぇる）は、日本の漫画家。

## 概要
福井県出身。女性。専門学校在学中。2017年に漫画アプリ「XOY」の「プレミアムXOYリーグ」にて『非恋愛ドラマティック』が3等を受賞し、2018年同タイトルでXOYでの公式連載を開始した。

## 作品リスト

### 連載
非恋愛ドラマティック（XOY→LINEマンガ　連載開始2018年　）
好きと言ったら終わってしまう（原作：絵夢えむ、Comico、配信開始日2021年10月4日）
陰キャな私は異世界でスライムを作るのが仕事です（ebookjapan　連載期間2022年9月27日～2023年11月28日）